# Маркус Пайнтнер
Маркус Пайнтнер (нім. Markus Peintner, нар. 17 грудня 1980, Лустенау) — австрійський хокеїст. Грав за збірну команду Австрії. Згодом — хокейний тренер.

## Ігрова кар'єра
Професійну хокейну кар'єру розпочав 1999 року виступами за хокейну команду «Лустенау».
У сезоні 1999–2000 захищав кольори клубу «Фельдкірх», влітку 2000 перейшов до «Блек Вінгз Лінц», де провів чотири роки.
У сезоні 2004–05 виступав у столичному «Відень Кепіталс». З 2005 по 2009 та з 2011 по 2014 гравець клубу «Філлах» в перервах між цим захищав кольори команди «Грац Найнті Найнерс».
У складі національної збірної команди Австрії виступав на чемпіонатах світу Топ-дивізіону 2004, 2005, 2007, 2009, 2011 та 2013 років.

## Тренерська кар'єра
З серпня 2014 асистент головного тренера хокейної команди «Філлах», з грудня 2017 по липень 2019 головний тренер клубу.

## Нагороди та досягнення
- Чемпіон Австрії в складі «Блек Вінгз Лінц» — 2003.
- Чемпіон Австрії в складі «Відень Кепіталс» — 2005.